# 三菱Tredia
三菱Tredia（日语：三菱・トレディア）乃日本三菱汽車在1982年至1990年間製造發售的四門轎車，自小改款的第一代三菱Mirage衍生而來。

## 概要
此車款和三菱Cordia一樣衍生自三菱Mirage，故基本上絕大部分的底盤平台、機械結構與前者共用。在產品定位上介於Mirage和Galant Σ/Eterna Σ之間，並交由地區經銷體系「Car Plaza」專賣，產品代言人是美國網球選手文森·范·派頓。同時Tredia、Cordia及三菱Starion這三款車是原廠首度沒有借助克萊斯勒之力，獨自進口並銷售至美國及巴拿馬市場。原廠對於此車款在日本國內的銷售成績本來寄予厚望，企圖用以取代Lancer EX。不過1982年上市的那一年只有15,500輛左右，Lancer EX反而賣出29,000輛。
關於車名的由來，「tre」在義大利語中意為「三個」，「dia」來自鑽石的「diamond」，故三顆鑽石即意味著「三菱」。

## 歷史
1982年 - 2月正式上市，動力心臟分成1.4L直列四缸OHV 4G12/G12B型（82ps/12.1kg·m）、1.6L直列四缸SOHC 4G32型（88ps/13.5kg·m）、1.6L直列四缸SOHC 4G32T型渦輪增壓引擎（115ps/17.0kg·m）、1.8L直列四缸SOHC 4G62/G62B型（100ps/15.0kg·m）等四種。在車身設計方面，左右車側刻意縮減尺寸，略為揚起車尾行李廂蓋，車門與車窗採用當時流行的「流線造型設計」（flush surface design），使得Cd値達到0.39，在當時算是相當出色。懸吊系統和兄弟車Mirage相同，前輪使用麥花臣懸吊，後輪則是原廠稱呼為拖曳臂式U字型懸吊，其實屬於拖曳臂懸吊的一種。連入門級的1.4L車型都具備動力輔助轉向方向盤，這在當時算是新奇的創舉。
1983年 - 10月實行小改款，廢除化油器渦輪增壓，改採ECI-MULTI多點式噴射「Electrojet」渦輪增壓，因此原本的四速手動排檔+三菱超級排檔變速箱改成五速手排。追加分時四驅，停用1.4L直列四缸OHV 4G12/G12B型引擎。
1985年 - 10月部分改良，1.8L追加4WD、GL等二種車型。
1988年 - 1月正式停產。

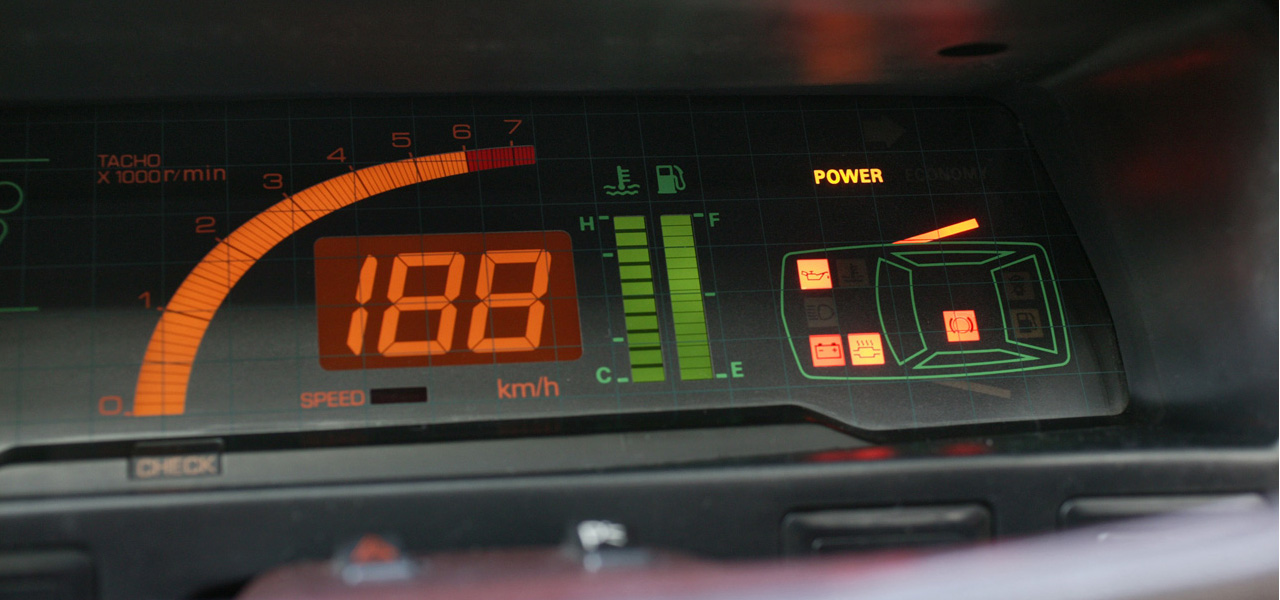
和兄弟車三菱Cordia同樣可以加價選購的液晶儀表板
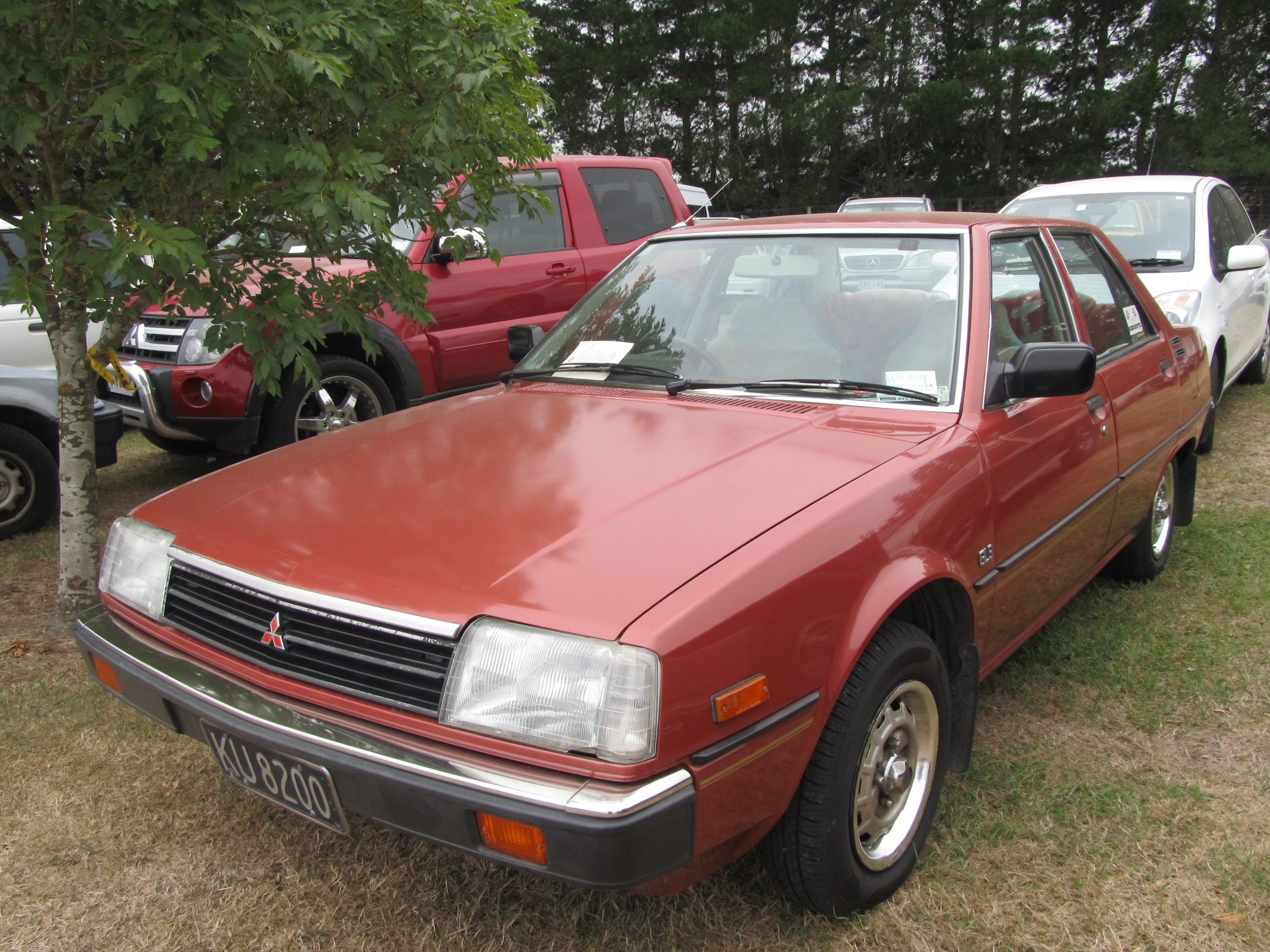
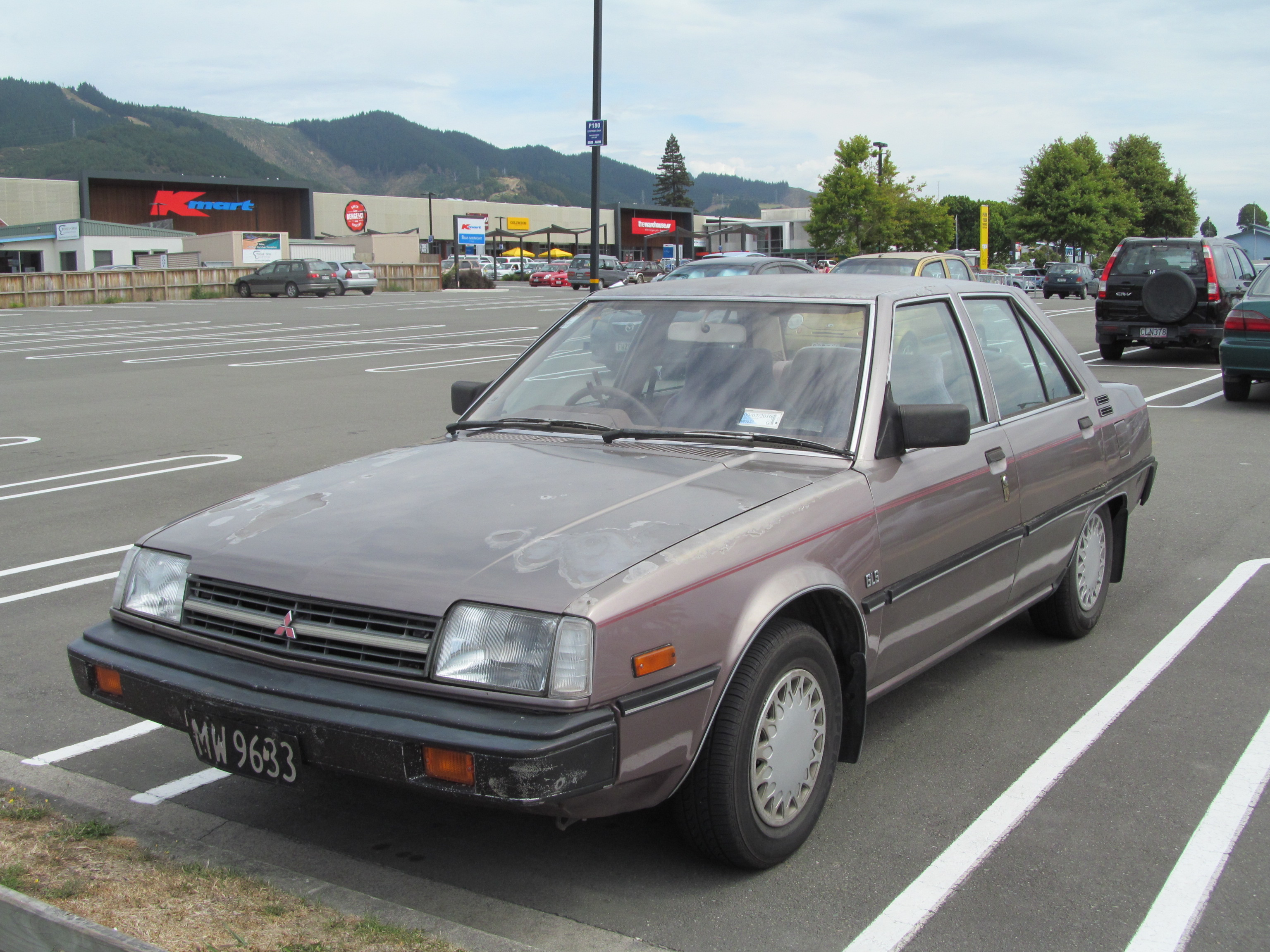
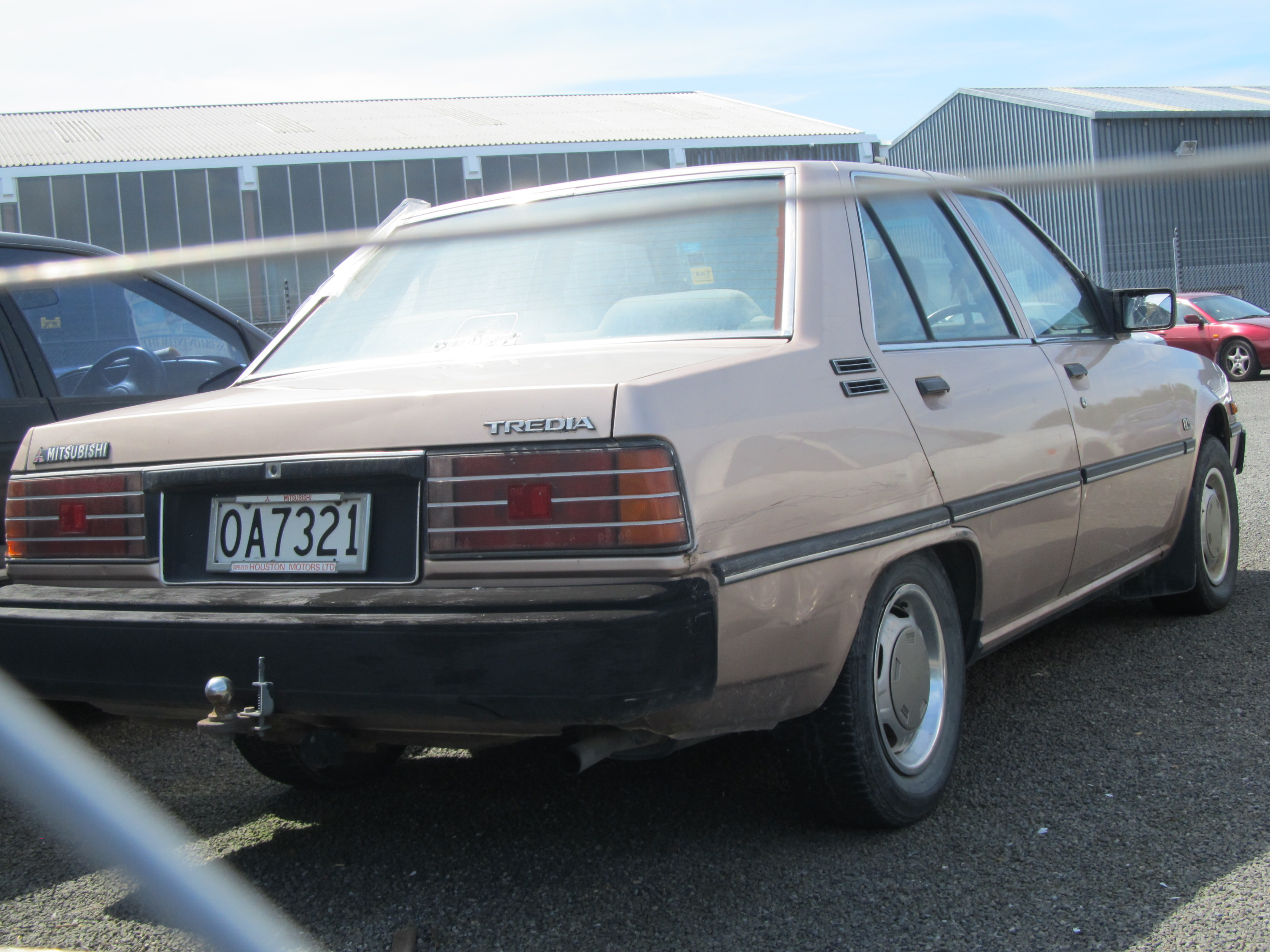
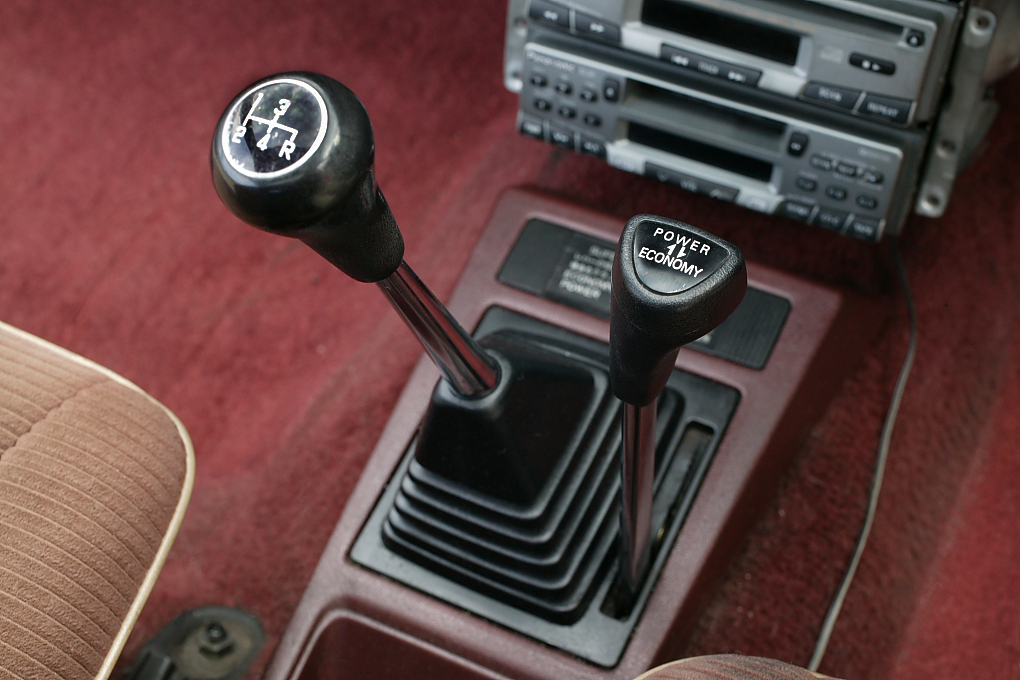
三菱超級排檔變速箱

## 外部連結
- （日語）webCG：第12回：「大誤算」三菱トレディア/コルディア（1982〜88/87）（その1） （页面存档备份，存于）
- （日語）webCG：第13回：「大誤算」三菱トレディア/コルディア（1982〜88/87）（その2） （页面存档备份，存于）
- （日語）webCG：第14回：「大誤算」三菱トレディア/コルディア（1982〜88/87）（その3） （页面存档备份，存于）
- （日語）webCG：第15回：「大誤算」三菱トレディア/コルディア（1982〜88/87）（最終回） （页面存档备份，存于）